# (9405) Johnratje
(9405) Johnratje – planetoida pasa głównego okrążająca Słońce w ciągu 4 lat i 318 dni w średniej odległości 2,87 j.a. Została odkryta 27 listopada 1994 roku w obserwatorium Ōizumi przez Takao Kobayashiego. Nazwa planetoidy pochodzi od Johna R. Ratje (ur. 1946), asystenta dyrektora i kierownika budowy Mt. Graham International Observatory, oddziału Steward Observatory. Przed nadaniem nazwy planetoida nosiła oznaczenie tymczasowe (9405) 1994 WQ1.